# Meridian University College
Das Meridian University College (kurz: MUC) war ein University College in Accra, Ghana, das der University of Cape Coast angeschlossen war. Es bot zweijährige Studiengänge zur Vorbereitung auf die Bachelor-Abschlüsse in Buchführung sowie Betriebswirtschaftslehre an.
Gegründet wurde es im Jahr 2004 am Stadtrand von Accra auf den Macarthy Hills an der Straße zwischen Accra und Kasoa. Es scheint um 2013 geschlossen worden zu sein.[veraltet]